# Lévai Pál
Lévai Pál (Budapest, 1892. május 30. – Budapest, 1957. augusztus 25.) gépészmérnök, villamosmérnök, feltaláló.

## Élete
Lévai József (1863–1939) sebész, kórházigazgató és Grosz Matild (1870–1945) gyermekeként született asszimilálódott zsidó családban.
Középiskolai tanulmányait a Budapesti VII. kerületi Magyar Királyi Állami Főgimnáziumban végezte. A Magyar Királyi József Műegyetemen 1914-ben szerzett gépészmérnöki oklevelet. 1914–1915-ben Angliában járt tanulmányúton. Hazatérése után az Egyesült Izzó Telefonszerkesztési Osztálya, illetve az Ericsson Magyar Villamossági Rt. Szerkesztési Osztálya osztályvezetője, 1938 és 1948 között az Ericsson és Standard Villamossági Rt. szabadalmi ügyvivője, 1948 és 1957 között a Magyar Szabványügyi Intézet főmérnöke volt.
Irányításával számos, a magyarországi telefontechnika szempontjából meghatározó jelentőségű eszközt fejlesztettek ki, többek között az ikertelefont, a szelektoros társvonalrendszert, a párhuzamos mellékállomás rendszert, több automatikus telefonközpontot és az első vezeték nélküli interurbán központot.
1950 és 1957 között a Magyar Híradástechnika című folyóirat felelős szerkesztője volt.
Elsőként használta a hangszóró és ikertelefon szavakat.
A Farkasréti temetőben helyezték nyugalomra.

### Családja
Felesége Birman Cecília (1899–1965) volt, Birman Lipót életbiztosítási hivatalnok és Lőwi Nanetta lánya, akivel 1922. október 8-án Budapesten kötött házasságot. Fia Lévai János (1932–1976) orvos, az orvostudományok kandidátusa.

## Főbb művei
- Villamosipar. Magyar Népköztársaság Országos Szabványok jegyzéke, a szabványok és a szabványtervezetek tárgyának rövid ismertetésével. Összeáll. Hoffmann Pállal és Lomb Pállal. (Budapest, 1953)